# Величкович Микола Романович
Микола Романович Величкович (нар. 18 листопада 1972) — Народний депутат України 8-го та 9-го скликання, заступник Міністра внутрішніх справ України з березня по листопад 2014. Заслужений працівник фізичної культури і спорту України.

## Життєпис
Народився 18 листопада 1972 року. У 1994 році закінчив історичний факультет Львівського державного університету імені Івана Франка за спеціальністю — «історія»; у 1999 році — аспірантуру Львівського державного інституту фізичної культури.

## Професійна кар'єра
У 1994 році працював на посаді радника з молодіжних питань Львівського регіонального фонду «Молода Україна».
З 1995 року працював інструктором 2 категорії відділу роботи з молоддю, фізичної культури і спорту виконавчого комітету Львівської міської ради народних депутатів.
У 1995–1997 — інструктор, спеціаліст 1 категорії Департаменту соціального обслуговування і захисту населення виконавчого комітету Львівської міської ради народних депутатів.
З 1999 по 2005 роки працював викладачем кафедри фехтування і боксу Львівського державного університету фізичної культури.
У 2005–2014 — старший викладач кафедри фехтування, боксу та національних єдиноборств Львівського державного університету фізичної культури.
З березня 2014 року — заступник Міністра внутрішніх справ України.

## Громадська діяльність
Президент Громадської організації «Федерація рукопашу гопак України».
Виконував функції заступника керівника Громадського об'єднання «Самооборона Майдану» Андрія Парубія.

## Політична діяльність
Член Всеукраїнського об'єднання «Свобода» (до 2004 року).
На виборах 1998 року — кандидат в Народні депутати України від Виборчого блоку партій «Менше слів», № 18 у списку.
На виборах 2010 року — кандидат до Львівської обласної ради від блоку «Наша Україна», округ № 11, м. Самбір.
На виборах 2014 року — кандидат в Народні депутати України від партії «Народний фронт», № 40 в партійному списку.
21 вересня 2018 року, за версією аналітичної платформи VoxUkraine, за Індексом підтримки реформ, Микола Величкович увійшов в десятку найефективніших народних депутатів восьмої сесії Верховної Ради України восьмого скликання, які підтримували реформаторські закони.

## Публікації
1. Величкович М. Історія українського рукопаш гопаку. Сучасний період  / Микола Величкович // Дім і сім'я. — 2013. — № 7/8. — С. 14 — 16.
2. Величкович М. Українські національні бойові мистецтва: передумови становлення на сучасному етапі / Микола Величкович // Дім і сім'я. — 2013. — № 4. — С. 16 — 18.
3. Величкович М. Український рукопаш гопак. Що це таке? / Микола Величкович // Дім і сім'я. — 2013. — № 5. — С. 20 — 21.
4. Взаємозв'язки показників швидкісних і силових якостей спортсменів-одноборців на етапі спеціалізованої базової підготовки / Никитенко А. О., Нікітенко С. А., Бусол В. В., Никитенко А. А., Величкович М. Р., Марців В. П. // Педагогіка, психологія та медико-біологічні проблеми фізичного виховання і спорту. — 2013. — № 1. — С. 49 — 55.
5. Розвиток швидкісних якостей юнаків середнього шкільного віку із застосуванням елементів спортивних одноборств / Сергій Нікітенко, Анатолій Никитенко, Андрій Никитенко, Микола Величкович, Вероніка Бусол // Фізична активність, здоров'я і спорт. — 2011. — № 3. — С. 27 — 35.
6. Величкович М. Рукопаш гопак — новий вид спорту / Микола Величкович // Budo. Шлях воїна. — 2008. — № 1. — С. 62 − 63. — Текст: укр., англ.
7. Розвиток сили ударів одноборців з рукопашу гопак на етапі попередньої базової підготовки / А. О. Никитенко, М. Р. Величкович, А. А. Никитенко, С. А. Нікітенко // Педагогіка, психологія та медико-біологічні проблеми фізичного виховання і спорту: наук. моногр. / за ред. С. С. Єрмакова. — Х., 2007. − № 4. — С.107 − 110.
8. Величкович М. Проблеми та перспективи розвитку українських національних одноборств на сучасному етапі / М. Величкович // Педагогіка, психологія та медико-біологічні проблеми фізичного виховання і спорту: зб. наук. пр. / за ред. С. С. Єрмакова. — Х., 2003. − № 18. — С. 12 − 17.
9. Величкович М. Розвиток внутрішньої структури українських національних одноборств (на прикладі гопака) наприкінці ХХ-поч. ХХІ ст.: Ретроспективний аналіз / Микола Величкович // Українські національні одноборства: становлення і розвиток: матеріали IV Всеукр. наук.-практ. конф. — Л., 2003. — С. 14 − 19.
10. Величкович М. Український рукопаш гопак: навч. посіб. / М. Величкович, Л. Мартинюк. — Л., 2003. — 146 с.: іл.
11. Петечук М. Перспективи розвитку термінології в українському рукопаші гопак / М. Петечук, М. Величкович // Українські національні одноборства: становлення і розвиток: матеріали IV Всеукр. наук.-практ. конф. — Л., 2003. — С. 61 − 67.
12. Українські національні одноборства: становлення та розвиток: матеріали IV Всеукр. наук.-практ. конф. / упоряд. Величкович М. Р . — Л., 2003. — 79 с.
13. Величкович М. Р. Вплив соціально-політичних та культурологічних чинників на формування українських національних одноборств наприкінці ХХ ст. / М. Р. Величкович // Молода спортивна наука України: зб. наук. пр. з галузі фіз. культури та спорту. — Л., 2002. — Вип. 6, т. 1. — С. 18 − 22.
14. Величкович М. Р. Етапи розвитку українських національних одноборств як відображення соціально-політичних та культурологічних процесів наприкінці ХХ ст. / М. Р. Величкович // Українські національні одноборства: становлення та розвиток: матеріали ІІІ Всеукр. наук.-практ. конф. — Л., 2002. — С. 5 − 12.
15. Українські національні одноборства: становлення та розвиток: матеріали ІІІ Всеукр. наук.-практ. конф. / упоряд. М. Р. Величкович . — Л., 2002. — 80 с.
16. Величкович М. Р. Єдиноборства предків — нащадкам / М. Р. Величкович // Народна армія. — Березень, 2001. — С. 7 − 8.
17. Величкович М. Р. Морально-етичне підґрунтя військово-спортивного виховання у середньовічній Україні / М. Р. Величкович // Молода спортивна наука України: зб. наук. ст. асп. галузі фіз. культури та спорту. — Л. : ЛДІФК, 2000. — Вип. 4. — С. 61 − 62.
18. Величкович М. Р. Морально-етичне підґрунтя військово-спортивного виховання у середньовічній Україні / М. Р. Величкович // Молода спортивна наука України: матеріали І Всеукр. наук. конф. асп. галузі фіз. культури та спорту. — Л. : ЛДІФК, 1997. — С. 12 − 13.